# SEZ Holding
Die SEZ Holding AG (Semiconductor-Equipment Zubehör) mit Sitz in Zürich war ein international tätiger Schweizer Hersteller von Prozessanlagen für die Produktion von Mikrochips.
Das Unternehmen wurde 1986 von Egon Putzi, Franz Sumnitsch und Walter Nadrag 1988 in Villach als GmbH gegründet. Putzi und Sumnitsch arbeiteten zuvor für ams. In Villach war der Hauptstandort mit Entwicklung und Produktion. 1996 ging SEZ an die Börse. Die dazu gegründete SEZ Holding AG bekam ihren Sitz in Zürich.
Die SEZ Holding entwickelte, produzierte und vertrieb Einzelscheibenanlagen zur nasschemischen Oberflächenbearbeitung von Wafern für die Halbleiterindustrie. Die SEZ-Gruppe beschäftigte im Jahr 2007 etwa 880 Mitarbeiter und erwirtschaftete in diesem Jahr einen konsolidierten Umsatz von 331 Millionen Schweizer Franken. Seit März 2008 gehört SEZ zur US-amerikanischen Lam Research und ist seither nicht mehr an der Schweizer Börse SWX Swiss Exchange kotiert. Am Standort Villach arbeiten (Stand Oktober 2015) etwa 420 Mitarbeiter.